# Le Couloir
Le Couloir est le journal d’une infirmière, Françoise Baranne, paru aux Éditions Gallimard en 1994. De 1989 à 1993, Françoise Baranne travaille dans un service hospitalier accueillant des malades du sida. Le récit raconte la remise en question des soignants confrontés à un afflux de malades qu’ils ne pourront pas soigner et qu’ils devront accompagner dans la mort. Catherine Deneuve a lu des extraits du livre le 7 avril 1994 lors de la soirée télévisée « Tous contre le sida ».

## Commentaires
Sous titré « une infirmière au pays du sida », le témoignage montre le désarroi du personnel hospitalier face à des patients condamnés, à l’époque où les traitements ne parviennent pas à vaincre la maladie. Brutalement confrontée à l’épidémie, impuissante à guérir et peu préparée à l’accompagnement des trop nombreux patients, l’auteur relate son cheminement personnel jusqu’à  ce que l’épuisement physique et moral la conduise à quitter son métier.